# Lista de câmeras na EEI

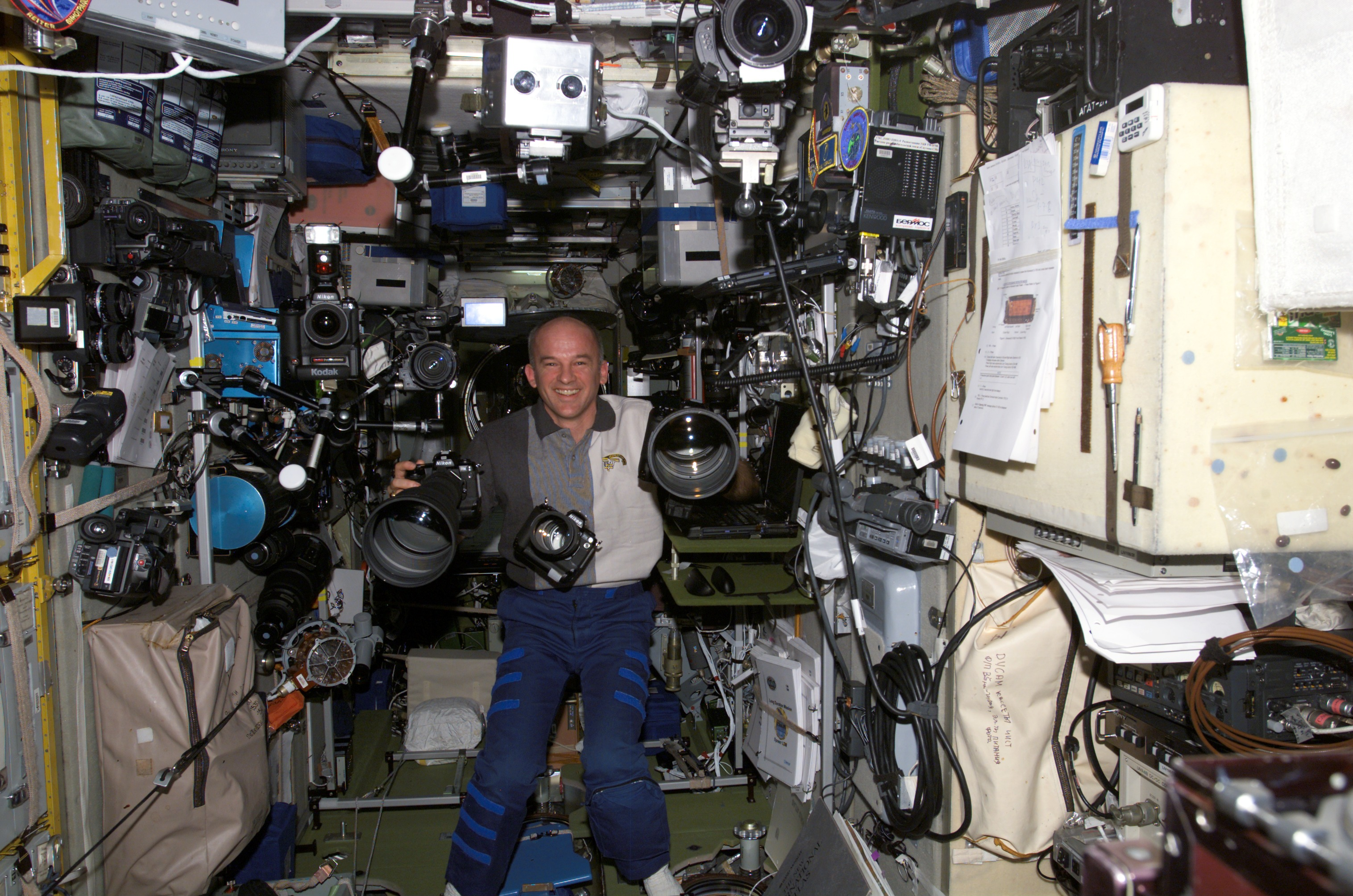
Astronauta da NASA Jeffrey Williams na Expedição 13, com vários equipamentos fotográficos no módulo Zvezda

Lista de câmeras na EEI é uma lista de equipamentos fotográficos usados na Estação Espacial Internacional.
- Kodak 760C (e.g. Kodak DCS 760)[1][2]
- Nikon D1[3]
- Nikon D2Xs[4][5]
- Nikon D200[6]
- Nikon D3[7]
- Nikon D3X[6]
- Nikon D3S[8]
- Nikon D4[9]
- Nikon D800E[10]

Equipamentos de multifunção com uma câmera:
- iPhone 4 [11][12]
- HTC Nexus One[11]
- iPad 2[13]

Equipamentos instalados como hardware/experimentos
- High Definition Earth-Viewing System (HDEV) [14]
  - High Definition Earth Viewing cameras
- Câmeras de definição 4:3 standard CCTV[15]
- EHDCA[15]
  - Uma Nikon D4 com habitação especial e um motor de zoom controlado do 28-300[16]

- Este artigo foi inicialmente traduzido, total ou parcialmente, do artigo da Wikipédia em inglês cujo título é «List of cameras on ISS».